# ماري آن شاد
ماري آن شاد كاري (بالإنجليزية: Mary Ann Shadd)‏ (9 أكتوبر 1823 - 5 يونيو 1893) ناشطة أمريكية كندية مناهضة للعبودية وصحفية وناشرة ومدرسة ومحامية. كانت أول ناشرة سوداء في أمريكا الشمالية وأول ناشرة في كندا. 
كانت شاد كاري مناصرة لحركة التحرير من العبودية وأصبحت أول رئيسة تحرير صحيفة أمريكية إفريقية في أمريكا الشمالية عندما أشرفت على تحرير صحيفة الأحرار المحليين في عام 1853.

## حياتها المبكرة
وُلدت ماري آن شاد في ويلمنغتون، ديلاوير، في 9 أكتوبر عام 1823، الابنة الكبرى من بين 13 طفلًا لأبراهام دوراس شاد (1801-1882) وهاريت بيرتون بارنيل، اللذين كانا من الأمريكيين الأفارقة الأحرار. كان أبراهام دوراس شاد حفيد هانز شاد، المُلقب بجون شاد، وهو مواطن من دولة هسن كاسل، دخل الولايات المتحدة كجندي هسني مع الجيش البريطاني خلال الحرب الفرنسية والهندية. أُصيب هانز شاد وتُرك في رعاية امرأتين أمريكيتين أفريقيتين، أم وابنة، تُدعى كلاهما إليزابيث جاكسون. تزوج الجندي الهسني والابنة في يناير عام 1756 ووُلدت ابنتهما الأولى بعد ستة أشهر.
كان أبراهام دوراس شاد ابنًا لجيرميا شاد، الابن الأصغر لجون، والذي كان جزارًا في مدينة ويلمينغتون. تدرب أبراهام شاد على صناعة الأحذية وكان لديه متجر في ويلمينغتون ولاحقًا في بلدة ويست تشيستر القريبة من بنسلفانيا. في كلا المكانين كان نشطًا ككمساري في السكك الحديدية تحت الأرض وفي أنشطة الحقوق المدنية الأخرى، وذلك لكونه عضوًا نشطًا في الجمعية الأمريكية لمناهضة العبودية، وفي عام 1833، عُين رئيسًا للمؤتمر الوطني لتغيير الأشخاص بصرف النظر عن اللون إلى الأحسن في فيلادلفيا.
عندما كبرت، كان منزل أسرتها في كثير من الأحيان بمثابة ملاذ للرقيق الهارب؛ ومع ذلك، عندما أصبح من غير القانوني تعليم الأطفال الأمريكيين الأفارقة في ولاية ديلاوير، انتقلت عائلة شاد إلى بنسلفانيا، حيث التحقت ماري بمدرسة كويكرز الداخلية. في عام 1840، بعدما كانت بعيدًا في المدرسة، عادت ماري آن إلى إستشيستر وأسست مدرسة للأطفال السود. كما قامت بالتدريس في وقت لاحق في نوريستاون ببنسلفانيا ومدينة نيويورك.
بعد مرور ثلاث سنوات على إقرار قانون الرقيق الهارب لعام 1850، نقل أبراهام دوراس شاد عائلته إلى كندا، واستقر في شمال بوكستون، أونتاريو. في عام 1858، أصبح واحدًا من أوائل الرجال السود الذين اُنتخبوا لمنصب سياسي في كندا، عندما اُنتخب لمنصب مستشار بلدة رالي، أونتاريو.

## النشاطية الاجتماعية
عندما هدد قانون الرقيق الهارب لعام 1850 في الولايات المتحدة بإعادة السود الشماليين الأحرار والعبيد الهاربين إلى العبودية، انتقلت شاد وشقيقها إسحاق إلى كندا واستقروا في وندسور، أونتاريو، عبر الحدود من ديترويت. هذا هو المكان الذي بدأت فيه جهود شاد الرمزية لإنشاء مستوطنات للسود الأحرار في كندا. أثناء وجودها في وندسور، أسست مدرسة متكاملة عنصريًا بدعم من الجمعية التبشيرية الأمريكية، ونشرت كتيبًا بعنوان «ملاحظات عن كندا الغربية»، والذي كان التماسًا للهجرة وناقشت الفوائد بالإضافة إلى الفرص بالنسبة إلى السود في المنطقة، وأدارت أيضًا صحيفة مناهضة للعبودية تُدعى الأحرار المحلييين، مما جعلها أول رئيسة تحرير في أمريكا الشمالية. أدار إسحاق شؤون العمل اليومية للصحيفة وسيستمر في استضافة التجمعات لتخطيط الغارة على هاربرز فيري في منزله.

## الإرث
أُعلن عن المنزل السابق لماري آن شاد كاري في رواق شارع يو كمعلم تاريخي وطني في عام 1976. في عام 1987 أُشير إليها في شهر تاريخ المرأة من قبل مشروع التاريخ القومي للنساء. في عام 1998، قُلدت ماري آن شاد كاري منصبًا في قاعة الشهرة الوطنية للمرأة. كُرمت أيضًا من قبل كندا، حيث أُشير إليها كشخص له أهمية تاريخية وطنية. في عام 2018 نشرت صحيفة نيويورك تايمز نعيًا متأخرًا لها.

## روابط خارجية
- ماري آن شاد على موقع الموسوعة البريطانية (الإنجليزية)